# Dulag 121 Pruszków
Dulag 121 Pruszków (Durchgangslager 121 Pruszków) – niemiecki nazistowski obóz przejściowy, w którym gromadzono cywilną ludność Warszawy i okolicznych miejscowości, wypędzaną z domów w trakcie oraz po zakończeniu powstania warszawskiego.
Obóz został utworzony 6 sierpnia 1944 na terenie dawnych Zakładów Naprawczych Taboru Kolejowego w Pruszkowie. Funkcjonował do połowy grudnia 1944, a w formie szczątkowej – do 16 stycznia 1945. Przez Dulag 121 przeszło w tym okresie od 390 tys. do 410 tys. osób, spośród których dziesiątki tysięcy zostały po krótkim pobycie w obozie wywiezione na roboty przymusowe w głąb Rzeszy lub zesłane do obozów koncentracyjnych. Z powodu chorób, wyczerpania lub z rąk strażników poniosło śmierć od kilkuset do kilku tysięcy więźniów Dulagu 121. Ponad 30 tys. osób zdołało jednak opuścić obóz dzięki pomocy zatrudnionego tam polskiego personelu.

## Powstanie obozu

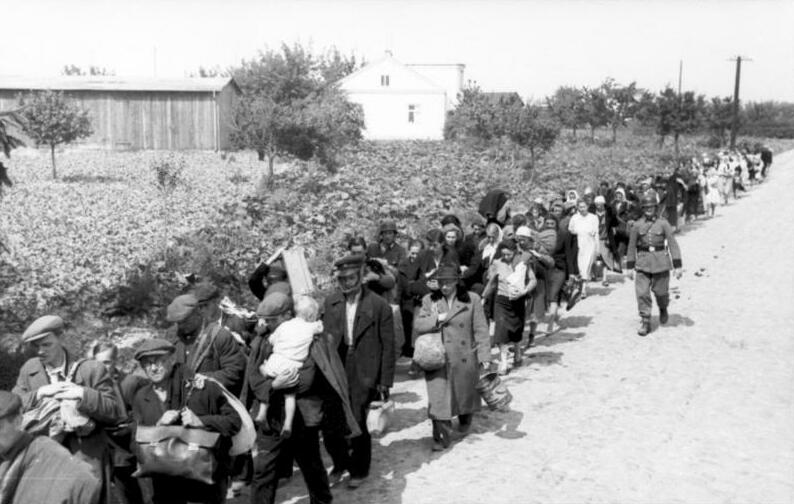
Wysiedleńcy w drodze do Pruszkowa

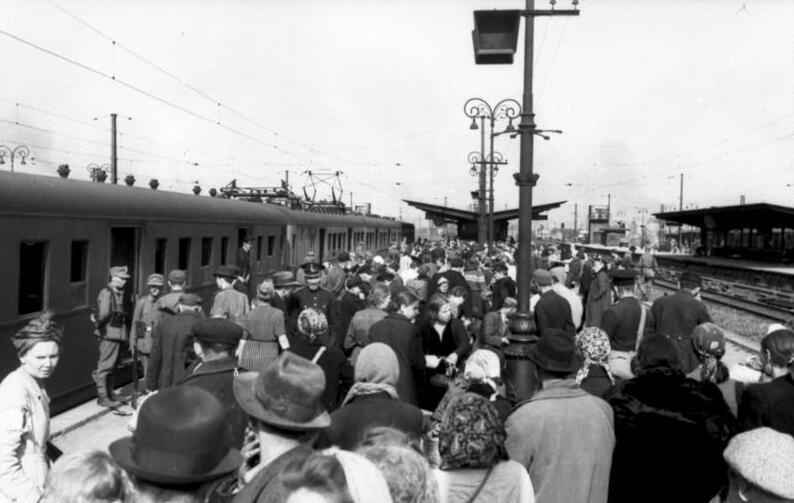
Dworzec Zachodni w Warszawie. Oczekiwanie na transport do Pruszkowa

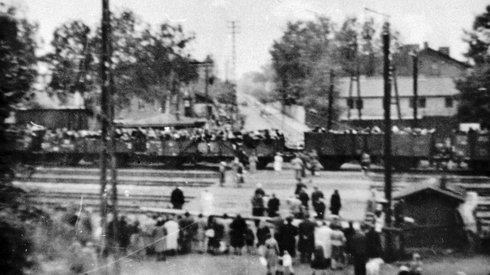
Przybycie transportu na bocznicę kolejową w Pruszkowie

Obóz przejściowy w Pruszkowie powstał w szóstym dniu powstania warszawskiego (6 sierpnia 1944). Utworzono go na podstawie zarządzenia SS-Obergruppenführera Ericha von dem Bacha-Zelewskiego (dowódcy sił niemieckich wyznaczonych do stłumienia powstania), uzgodnionego dwa dni wcześniej z władzami administracyjnymi Generalnego Gubernatorstwa. Pierwszy transport wypędzonych warszawiaków dotarł do obozu w dniu 7 sierpnia. Znalazło się w nim około 5 tys. ocalałych z rzezi mieszkańców warszawskiej Woli, których najpierw zgromadzono w kościele św. Wojciecha, a później pieszo pognano do Pruszkowa.
Utworzenie obozu pruszkowskiego związane było ze zmianą niemieckich planów odnośnie do losu mieszkańców zbuntowanej Warszawy. Wieczorem 5 sierpnia 1944 Bach doprowadził bowiem (zapewne za wiedzą i zgodą nazistowskich przywódców) do częściowego uchylenia rozkazu Hitlera z 1 sierpnia, nakazującego całkowitą eksterminację mieszkańców miasta – bez względu na wiek i płeć. Bach zakazał swoim oddziałom mordowania kobiet i dzieci, utrzymując jednak w mocy rozkaz likwidacji wszystkich polskich mężczyzn – zarówno wziętych do niewoli powstańców, jak i cywilów. Decyzja ta wynikała nie tyle z pobudek humanitarnych, co z pragmatycznej kalkulacji. Bach szybko zorientował się, że zbiorowe mordy wzmagają tylko wolę oporu Polaków, a zajęci mordowaniem, gwałtami i grabieżą niemieccy żołnierze nie są w stanie prowadzić działań ofensywnych przeciw powstańcom. Ponadto od samego początku zamierzał stłumić powstanie za pomocą kombinacji czynników natury politycznej i militarnej, gdyż obawiał się, że zastosowanie rozwiązań czysto siłowych uniemożliwi mu osiągnięcie podstawowego celu – tzn. szybką likwidację niebezpiecznego punktu zapalnego na tyłach frontu wschodniego, którym stała się ogarnięta powstaniem Warszawa. 12 sierpnia Bach jeszcze bardziej złagodził rozkaz Hitlera poprzez wydanie zakazu mordowania polskich mężczyzn-cywilów. Obok wymienionych wcześniej przesłanek wzięto wówczas pod uwagę również aspekt ekonomiczny. Na tym etapie wojny III Rzesza nie mogła sobie bowiem pozwolić na zmarnowanie tak wielkiego rezerwuaru potencjalnej siły roboczej. Eksterminację zastąpiono więc całkowitym wysiedleniem ludności Warszawy. Wbrew oficjalnym zapewnieniom, że celem akcji wysiedleńczej jest wyłącznie zapewnienie bezpieczeństwa cywilom poprzez ich usunięcie ze strefy frontowej, Niemcom zależało jedynie na tym, aby wykorzystać uchodźców w charakterze niewolniczej siły roboczej, a samo miasto ograbić i zburzyć. W myśl nowych wytycznych Dulag 121 w Pruszkowie miał pełnić rolę obozu przejściowego dla wysiedlanej ludności Warszawy. Po krótkim pobycie w obozie osoby zdolne do pracy miały być wysyłane do gospodarstw, zakładów przemysłowych i obozów na terenie Rzeszy.
Dulag 121 zorganizowano na terenie Zakładów Naprawczych Taboru Kolejowego położonych w pruszkowskiej dzielnicy Żbików. Za wyborem tego miejsca przemawiało kilka czynników. Jesienią 1939 na terenie zakładów funkcjonował obóz przejściowy dla polskich jeńców wojennych, którego pojemność wynosiła wówczas 2 tys. osób. Później (od 20 stycznia 1941) mieścił się tam przez pewien czas obóz pracy dla Żydów. Dzięki temu w 1944 na terenie zakładów wciąż istniały elementy infrastruktury ochronnej (bunkry, wieże strażnicze), które można było zaadaptować na potrzeby nowego obozu. Miejsce to wybrano także ze względu na korzystną lokalizację – niewielką odległość od stolicy oraz dogodne położenie przy linii kolejowej z Warszawy do Skierniewic, które umożliwiało sprawne „rozładowanie” obozu. Dulag 121 był zorganizowany i zaopatrywany przez cywilną administrację Generalnego Gubernatorstwa, lecz kontrolę nad nim sprawował Bach.
Początkowo Dulag 121 funkcjonował w warunkach całkowitej improwizacji i chaosu. Kierownictwo spoczywało w rękach Oberführera SA Stephana i Sturmbannführera SA Augusta Pollanda, którzy okazali się całkowicie niezdolni do zarządzania obozem i przyjmowania napływających wciąż transportów. Zgodnie z zeznaniem pracownika Rady Głównej Opiekuńczej, Władysława Mazurka, Stephan nie będąc w stanie sprawnie kierować obozem „po 2 czy 3 dniach upił się, pobił ludzi, z Niemcami się pokłócił, wyjechał z obozu i więcej nie wrócił”. Zastąpił go wówczas Polland, który „będąc prawie stale pijanym, chodził po obozie z rewolwerem w ręku, strzelając i bijąc przy lada okazji”. Sytuacja unormowała się nieco dopiero w okolicach 10 sierpnia, wraz z przybyciem nowej załogi złożonej z żołnierzy Wehrmachtu i SS.

## Dulag 121 i jego załoga

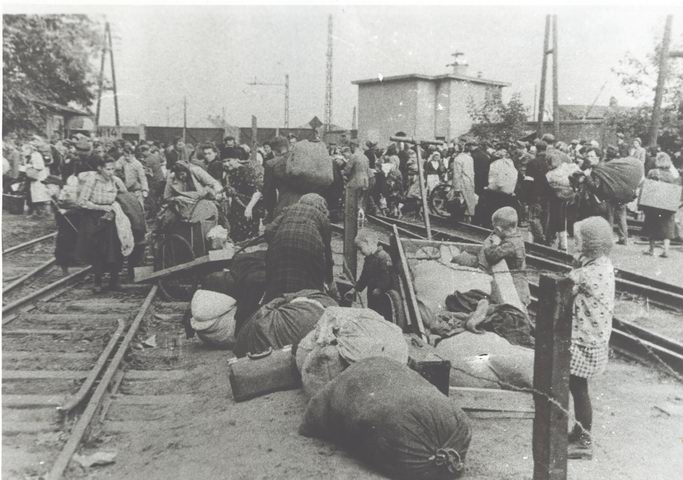
Wysiedleńcy po przybyciu do Pruszkowa

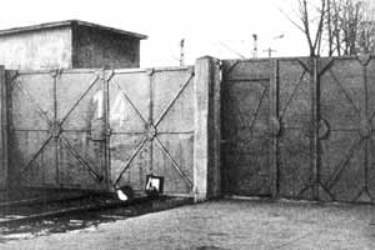
Pruszków – brama nr 14

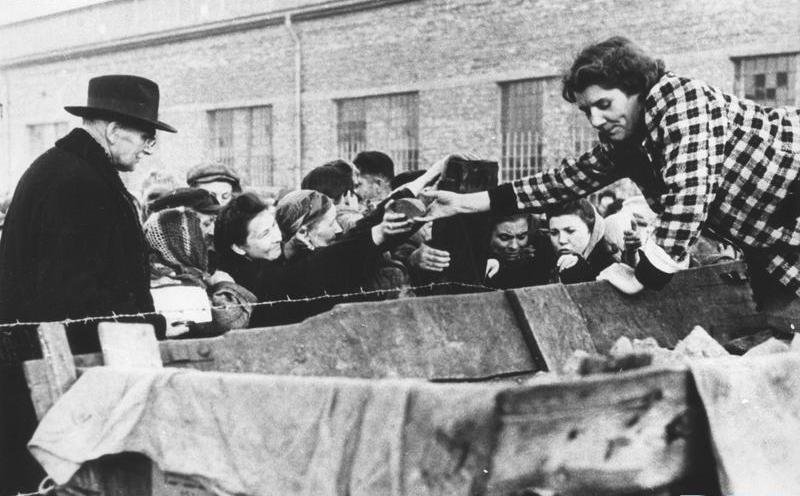
Biskup Antoni Szlagowski wśród więźniów Dulagu 121

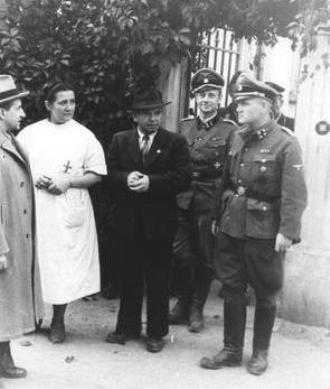
Delegat MCK dr Paul Wyss (w środku) w rozmowie z SS-Sturmbannführerem Gustawem Diehlem (z prawej)

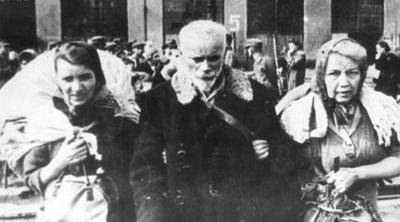
Zdjęcie rzekomo przedstawiające prezydenta Stanisława Wojciechowskiego podczas pobytu w obozie

Powierzchnia obozu pruszkowskiego wynosiła 48 hektarów. Na jego zabudowę składało się dziewięć wielkich hal produkcyjnych oraz kilkanaście mniejszych budynków. Obóz był otoczony betonowym murem z czterema bramami. Niemiecka załoga kwaterowała w budynku biurowym „Pałacyk” oraz w budynku dawnej szkoły kolejowej. Hale produkcyjne pełniły natomiast następujące funkcje:
- Hala nr 5 (wagonownia) odgrywała rolę pomieszczenia przejściowego, w którym odbywała się wstępna selekcja wysiedlonych[13][14]. Ponadto według niektórych relacji, gromadzono tam również mężczyzn uznanych za zdolnych do pracy[15];
- Hala nr 1 (wagonownia) – umieszczano tam osoby uznane za niezdolne do pracy, przeznaczone do wysyłki na tereny Generalnego Gubernatorstwa[13][14];
- Hala nr 2 (oddział usług technicznych) – mieściło się w niej obozowe ambulatorium, izba chorych oraz niewielki szpital zakaźny[16]. Niemiecka komisja lekarska przeprowadzała tam również „selekcję” wypędzonych, badając ich pod kątem zdolności do pracy[15];
- Hala nr 3 (kuźnia) – umieszczano tam kolejarzy i tramwajarzy wraz z rodzinami, a w późniejszym okresie – mężczyzn uznanych za zdolnych do pracy[16];
- Hala nr 4 (hala remontu obrabiarek) – umieszczano tam kobiety uznane zdolne do pracy[17];
- Hala nr 6 (parowozownia) – umieszczano tam mężczyzn uznanych za zdolnych do pracy, w tym osoby uznane przez Niemców za szczególnie niebezpieczne. Z tego powodu hala była otoczona wzmocnionymi strażami. Wiele osób przetrzymywanych w Hali nr 6 zostało wywiezionych do obozów koncentracyjnych, m.in. do Mauthausen-Gusen[18]. We wrześniu 1944 Halę nr 6 rozebrano, a zdolną do pracy ludność kierowano odtąd do hal nr 3 i 4[19];
- Hala nr 7 (stolarnia) pełniła początkowo funkcję pomieszczenia przejściowego, a po kapitulacji Mokotowa i Żoliborza umieszczono w niej wziętych do niewoli żołnierzy AK[20][21];
- Hala nr 8 (oddział wentylowy) – od września 1944 funkcjonował tam szpital, w którym umieszczano osoby podejrzewane o chorobę zakaźną. W późniejszym okresie hala pełniła funkcję pomieszczenia dla jeńców wojennych[16];
- Hala nr 9 (magazyn budowlany) – mieściły się w niej kuchnie i magazyny[14].

Komendantem obozu w Pruszkowie był pułkownik Kurt Sieber, któremu podlegała około 100-osobowa załoga złożona z żołnierzy Wehrmachtu. Obok Niemców w skład załogi wchodziło także kilkudziesięciu jeńców sowieckich, których wykorzystywano do prac porządkowych. Siebera, oficera tzw. starej daty, charakteryzował ludzki stosunek do osadzonych w Pruszkowie Polaków. Jednym z pierwszych jego zarządzeń było wprowadzenie zakazu strzelania na terenie obozu.
Sieber – formalnie komendant Dulagu 121 – odpowiadał w praktyce wyłącznie za utrzymanie porządku na terenie obozu oraz kwestie logistyczne. O losie więźniów decydowali natomiast jego zastępcy z SS, tj. SS-Sturmbannführer Gustaw Diehl i SS-Untersturmführer Wetke. Obaj rezydowali w tzw. zielonym wagonie, w pobliżu którego stały dwa wagony towarowe pełniące funkcję obozowego aresztu. Diehl odpowiadał za funkcjonowanie obozowego kontrwywiadu, jak również za selekcję nowo przybyłych i organizację wywózek. Prawdopodobnie to właśnie on decydował o liczebności i miejscu docelowym każdego transportu wychodzącego z obozu. Przy organizacji selekcji i wywózek Diehla wspierało kilkunastu funkcjonariuszy pruszkowskiego Arbeitsamtu (pol.: Urzędu Pracy), którymi kierował znany z brutalności Sturmbannführer SA August Polland. Władysław Mazurek wspominał, że Polland:

Ze specjalną zwierzęcą satysfakcją rozrywał rodziny i biada było tym, którzy chcąc pozostać razem zdradzili się jakimś nieopatrznym słowem czy też zachowaniem w jego obecności – musieli być rozerwani, choćby oboje mieli te same kwalifikacje, a więc np. nadawali się do pracy w Rzeszy, nie pojechali razem. Radością bowiem tego oprawcy był widok sprawionego bólu, krzywdy, łez i rozpaczy. Jeśli już nic innego zrobić nie mógł osobie samotnej, to odebrał jej np. ukochanego psa, jedynego towarzysza po stracie bliskich, kanarka lub mizerny bagaż.

Lekarzem naczelnym obozu był Stabsarzt Adolf König (od 12 sierpnia 1944), podczas gdy funkcję jego zastępców pełnili Stabsarzt Peter Klenner oraz – przez krótki czas – Unterarzt Tössman. W listopadzie 1944 König opuścił Dulag 121, a na stanowisku naczelnego lekarza zastąpił go doktor Herbert Weigel, który sprawował tę funkcję do końca istnienia obozu. Przejściowo, w okresie największego napływu ludności, w obozie pracowało także kilku wojskowych lekarzy niemieckich. Osobami, u których zdiagnozowano gruźlicę lub chorobę zakaźną opiekował się natomiast personel sanitarny złożony z jeńców radzieckich. W hali nr 2 zorganizowano niewielki szpital zakaźny, którego ordynatorem został doktor Aleksander Anikiejew. Ponadto niemieckiemu personelowi medycznemu przydzielono do pomocy polskie tłumaczki. Niemieckich lekarzy cechował na ogół dość życzliwy stosunek do Polaków, przejawiający się m.in. „przymykaniem oczu” na próby uchronienia wysiedleńców przed wywózką do Rzeszy (pod pozorem choroby lub ułomności). O ile jednak niemieccy lekarze przygotowywali listy z nazwiskami osób uznanych za niezdolnych do pracy, o tyle ostateczne decyzje w sprawie zwolnienia z obozu podejmowali zawsze esesmani z „zielonego wagonu”.

### Polski personel
W Dulagu 121 – w odróżnieniu od innych niemieckich obozów – dopuszczano do pracy dochodzący z zewnątrz polski personel sanitarny i kuchenny, który cieszył się w dodatku względną swobodą. Polskie służby, odróżniające się od tłumu białymi fartuchami z opaskami czerwonego krzyża, działały na terenie obozu oraz opiekowały się rannymi i chorymi, których umieszczano zarówno w miejscowych szpitalach, jak i w prywatnych mieszkaniach. Wielu członków polskiego personelu zostało skierowanych do Pruszkowa przez Polskie Państwo Podziemne.
W kuchni obozu pruszkowskiego pracowało zwykle od 200 do 400 osób, a w szczytowym momencie zatrudnionych było tam blisko 480 pracowników. Personelem kuchennym kierowała Ewa Maria Bogucka. Obozowa kuchnia pracowała niemal bez przerwy, przygotowując codziennie od 20 tys. do 25 tys., a sporadycznie nawet do 35 tys. półlitrowych porcji zupy. Ponadto rano i wieczorem personel kuchenny starał się rozwozić wysiedleńcom racje żywnościowe, na które składało się pół litra zbożowej kawy i 200–250 gramów razowego chleba. Na terenie obozu zorganizowano również lotne kantyny (kierował nimi inż. Stanisław Zabielski), które dostarczały wysiedleńcom – po cenach zakupu – papierosy, artykuły pierwszej potrzeby oraz dodatkowe racje żywności. O ich przydatności może świadczyć fakt, iż w okresie od 25 września do 13 października 1944 obroty kantyn wyniosły blisko 500 tys. okupacyjnych złotych.
W obozowych służbach sanitarnych pracowało społecznie kilkudziesięciu lekarzy oraz blisko 300 sanitariuszek. Doktor porucznik Kazimierz Szupryczyński „Bożymir I” – lekarz kolejowy, a zarazem szef służb sanitarnych VI Rejonu AK,  skierował do pomocy wysiedleńcom cały podległy sobie personel medyczny oraz personel pomocniczy Wojskowej Służby Kobiet. Ponadto zaangażował w charakterze wolontariuszy lekarzy i pielęgniarki z Pruszkowa. Według niektórych źródeł w szczytowym momencie służby sanitarne Dulagu 121 zatrudniały ok. 500 osób – w tym 102 lekarzy, 122 pielęgniarki oraz liczne siostry szarytki. Na kierowniczkę polskiego personelu medycznego władze niemieckie wyznaczyły Jadwigę Kiełbasińską, akuszerkę z Milanówka, która bardzo dobrze znała język niemiecki oraz cieszyła się pełnym zaufaniem władz okupacyjnych. Kiełbasińska, bezprawnie posługująca się tytułem lekarza medycyny, nie była lubiana przez polski personel. Starała się jednak, nie tracąc zaufania Niemców, pomagać uchodźcom. Między innymi, na terenie willi „Perełka” w Milanówku Kiełbasińska zorganizowała szpital, w którym za jej wiedzą ukrywało się wielu powstańców.
W skład polskiego personelu wchodziła także grupa mężczyzn, którzy pod różnymi pretekstami uzyskiwali prawo wchodzenia na teren obozu. Zazwyczaj pracowali oni jako tragarze lub woźnice (obozowa stajnia posiadała trzy konie i cztery wozy). Ponadto każda hala miała swojego kierownika – tzw. Hallenleitera – wyznaczanego na to stanowisko przez pruszkowską delegaturę Rady Głównej Opiekuńczej. Funkcja szefa hali wiązała się z licznymi przywilejami oraz umożliwiała niesienie skutecznej pomocy wysiedleńcom.
Należy także wspomnieć o tzw. złotych siostrach, czy też „białych hienach” działających na terenie obozu. Były to kobiety, które podszywając się pod członków polskiego personelu sanitarnego wyłudzały od wysiedlonych pieniądze i kosztowności w zamian za rzekomą pomoc w zwolnieniu z obozu. Niektóre z nich pracowały również jako konfidentki Gestapo. Działalności „złotych sióstr” starali się przeciwdziałać pozostali polscy pracownicy obozu.
Polski personel starał się chronić ludność przed zesłaniem do obozów koncentracyjnych bądź wywózką na roboty przymusowe. W tym celu podejmowano wysiłki na rzecz zakwalifikowania jak największej liczby wysiedleńców jako „rannych” lub „chorych” (skuteczne były zwłaszcza „rozpoznania” gruźlicy i innych chorób zakaźnych) – a więc niezdolnych do podjęcia pracy. Przed wywózką chroniło także zatrudnienie w obozowej kuchni (ocalono w ten sposób m.in. literatów Stanisława Dygata i Stefana Otwinowskiego). Wysiedleńców wyciągano również z obozu na inne, niekiedy bardzo ryzykowne sposoby – np. przebierając ich w uniformy polskiego personelu sanitarnego (było to możliwe dopóki Niemcy nie wprowadzili obowiązku posiadania przez członków personelu przepustek z fotografiami) lub ukrywając w wozach opuszczających obóz. Niektórzy uchodźcy wychodzili z Dulagu pod pozorem zatrudnienia w komandach roboczych prowadzących prace porządkowe poza obozem lub nocami – przez małą furtkę w murze przy ul. Warsztatowej, do której klucz posiadali polscy kolejarze. Łącznie z obozu w Pruszkowie udało się wyprowadzić około 30 tys. uwięzionych. Ponadto w ramach tzw. akcji „Raków”, kolejarze z EKD umożliwili ucieczkę z transportu blisko 1 tys. osób.
Wśród uchodźców wyprowadzonych w ten sposób z obozu znalazło się wiele osób zasłużonych dla nauki, kultury lub życia społecznego, a nawet członkowie ruchu oporu. Staraniem polskiego personelu uwolniono m.in. byłego prezydenta RP, Stanisława Wojciechowskiego; delegata rządu na województwo warszawskie, Józefa Kwasiborskiego „Niemirę”; jedenastu profesorów Politechniki Warszawskiej; literatów – Tadeusza Brezę, Stanisława Dygata, Wilama Horzycę, Stefana Otwinowskiego, Marię Rodziewiczównę i Jerzego Zawieyskiego; felietonistę Stefana Wiecheckiego „Wiecha”; grafika Eryka Lipińskiego; profesora Walerego Goetela (rektora krakowskiej AGH), ludzi filmu – Antoniego Bohdziewicza (reżysera i scenarzystę) i Mariana Wyrzykowskiego (aktora i reżysera) oraz wielu innych. Ze względu na podeszły wiek zwolniono m.in. Wincentego Tomaszewicza. Pomoc więźniom wiązała się jednak z dużym ryzykiem. Wielu członków polskiego personelu ukarano odebraniem przepustek i aresztem. Kilka osób wywieziono do obozów koncentracyjnych. Znane są także cztery wypadki zamordowania przez Niemców osób pomagających wysiedleńcom.
O ile polski personel dysponował wieloma środkami umożliwiającymi udzielenie wysiedleńcom doraźnej pomocy, o tyle nie miał większego wpływu na ogólną sytuację panującą w obozie. W szczególności jego członkom kategorycznie zabroniono brać udziału w „selekcjach” i formowaniu transportów kierowanych w głąb III Rzeszy.

## Funkcjonowanie obozu
Napływ ludności do Dulagu 121 był bardzo nieregularny i zależał od sytuacji na frontach powstańczych. Transporty z wysiedlonymi warszawiakami zazwyczaj docierały do obozu równolegle z opanowywaniem przez Niemców poszczególnych dzielnic stolicy:
- 7–8 sierpnia: z Woli;
- 9–14 sierpnia: z Ochoty;
- 19 sierpnia – 13 września: z Pragi;
- 22 sierpnia: z Sielc i Dolnego Mokotowa;
- 24 sierpnia: z okolic Krakowskiego Przedmieścia;
- 31 sierpnia – 5 września: ze Starego Miasta;
- 2–3 września: z Sadyby;
- 5–9 września: z Powiśla;
- 12–17 września: z Bielan i Marymontu;
- 14–23 września: z Powiśla Czerniakowskiego;
- 25–28 września: z Górnego Mokotowa;
- 28 września – 1 października: z Żoliborza;
- 2–10 października: ze Śródmieścia.

Do obozu w Pruszkowie wysiedlano również ludność z najbliższych okolic Warszawy: Anina, Babic, Bemowa, Boernerowa, Jelonek, Kobyłki, Łomianek, Młocin, Tłuszcza, Ursusa, Wawra, Wawrzyszewa, Włoch i Zielonki, co było związane z realizacją niemieckiego planu przerzedzenia ludności polskiej w promieniu 35 kilometrów od stolicy.
W pierwszych dniach istnienia Dulagu 121 wysiedleńców pędzono pieszo do Pruszkowa. W następnych tygodniach przywożono ich koleją – zazwyczaj z warszawskiego Dworca Zachodniego. Warszawiaków dowożono do Pruszkowa zarówno pociągami kolei skierniewickiej, jak i składami EKD. Te drugie zatrzymywały się w Pruszkowie, skąd ich pasażerów (zazwyczaj przywiezionych z targowiska „Zieleniak” na Ochocie) pieszo pędzono do obozu trzykilometrową trasą wiodącą przez miasto. Pociągi kolei skierniewickiej rozładowywano natomiast na terenie Dulagu 121 – w pobliżu bramy nr 14. Pod koniec sierpnia i we wrześniu 1944 do obozu przyjeżdżało dziennie kilkadziesiąt pociągów osobowych (od 3 do 6 wagonów) i towarowych. Jednorazowo w Pruszkowie przebywało zazwyczaj od 5 tys. do 40 tys. uchodźców. Ogromne zagęszczenie nastąpiło po upadku Starego Miasta, gdy w Dulagu 121 znalazło się około 75 tys. wysiedleńców. Największa liczba uchodźców trafiła jednak do obozu po kapitulacji powstania warszawskiego. Przez Dulag 121 przeszło wówczas blisko 150 tys. osób.
Dulag 121 nie był w stanie przyjąć wszystkich wysiedleńców. Celem choć częściowego rozładowania obozu pruszkowskiego Niemcy zmuszeni byli utworzyć przejściowo kilka podobozów w sąsiednich miejscowościach. Zostały one zorganizowane m.in. w: Ursusie (na terenie Państwowych Zakładów Inżynierii), Piastowie (na terenie fabryki gumowej „Tudor i Piastów”), Ożarowie Mazowieckim (na terenie fabryki kabli i huty szkła), Włochach (na terenie fabryki „Era”), Skierniewicach (Dulag 142) i Grodzisku Mazowieckim. Zwierzchnictwo nad tymi obozami sprawowała komendantura Dulagu 121 w Pruszkowie, a konkretnie SS-Sturmbannführer Diehl. Obozy w Ursusie i Piastowie funkcjonowały w pierwszych tygodniach października 1944. Po kapitulacji powstania przyjęły one blisko 50 tys. cywilnych mieszkańców Warszawy. Z kolei wzięci do niewoli żołnierze AK trafiali do obozów przejściowych w Ożarowie (funkcjonował od 4 do 15 października 1944) oraz Skierniewicach. Przez oba obozy przeszło odpowiednio 11 668 i 3 tys. jeńców.
20 sierpnia 1944 Dulag 121 wizytował biskup pomocniczy warszawski, ksiądz biskup Antoni Szlagowski. Interweniował on w komendanturze obozu, domagając się m.in. zwolnienia uwięzionych duchownych oraz respektowania zasady nierozdzielania rodzin. Mimo obietnic składanych przez Niemców położenie wysiedleńców nie uległo zmianie. Władze obozowe zgodziły się jedynie uwolnić przetrzymywanych duchownych oraz udzieliły trzem księżom zgody na sprawowanie funkcji duszpasterskich w charakterze kapelanów obozowych.
5 września 1944 obóz wizytował SS-Obergruppenführer von dem Bach. Pielęgniarka Kazimiera Drescher, towarzysząca mu jako tłumaczka, nie dała sobie przerwać esesmanom z dowództwa obozu i opisała Bachowi faktyczny stan rzeczy. Ten zapewnił, że do nieprawidłowości doszło bez jego zgody i dał oficerskie słowo honoru, że zostaną one usunięte. W Dulagu 121 nie nastąpiły jednak żadne zmiany, a siostra Drescher wraz dwoma innymi pracownikami personelu została „za karę” zesłana do Auschwitz. Pod koniec dnia zmuszono polską delegację RGO do podpisania przygotowanej przez Niemców deklaracji, stwierdzającej, że „oswobodzona” ludność Warszawy przebywająca w przejściowym obozie w Pruszkowie znajduje się w takich warunkach, na jakie pozwalają miejscowe środki, że ma dostateczną ilość żywności oraz że korzysta z opieki lekarskiej i duchowej, a jakiekolwiek nadużycia względem niej nie zdarzają się. Niemcy zagrozili usunięciem z obozu polskiego personelu w przypadku, gdyby pracownicy RGO odmówili podpisania deklaracji. Ta groźba skłoniła delegację polską do podpisania oświadczenia. Później w zmienionej formie zostało ono opublikowane w gadzinowym „Nowym Kurierze Warszawskim”.
18 września 1944 do obozu przybyła dwuosobowa delegacja Międzynarodowego Czerwonego Krzyża, na czele której stał dr Paul Wyss (obywatel Szwajcarii). Niemcy zaimprowizowali wówczas komfortowy transport wysiedlonych. Na peronach czekały wagony osobowe, uprzątnięto niektóre hale (zawczasu usuwając z nich część ludności) oraz wydano więźniom lepszy posiłek. Dr Jadwiga Oszkielowa, która mimo gróźb Niemców przedstawiła delegatom MCK prawdziwą sytuację wysiedleńców, została ukarana odebraniem karty wstępu na teren obozu. Grożono jej także aresztowaniem. Po wyjeździe przedstawicieli MCK sytuacja w obozie powróciła do poprzedniego stanu.
Po kapitulacji sił powstańczych na Mokotowie do obozu pruszkowskiego przybył pierwszy transport jeńców wojennych, w którym znalazło się około 1200 oficerów i żołnierzy AK. Przybyłych rozlokowano w hali nr 7. Kilka dni później do Dulagu 121 przywieziono ok. 1 tys. żołnierzy AK wziętych do niewoli na Żoliborzu. Cywilnym uchodźcom surowo zabroniono utrzymywania kontaktów z jeńcami. Tego samego dnia, gdy przywieziono transport z Mokotowa, esesmani ciężko pobili kilku jeńców. Żołnierzy AK uratowała wówczas interwencja oficerów Wehrmachtu. Wszystkim jeńcom rozkazano jednakże usunięcie orzełków z powstańczych beretów i mundurów. Opornym odpruto orzełki za pomocą noży.
W połowie października 1944 Niemcy zasadniczo zakończyli wysiedlanie ludności lewobrzeżnej Warszawy. W dniu 5 listopada 1944 obóz pruszkowski został oficjalnie zamknięty i od tego momentu trwała jego stopniowa likwidacja. Ograniczono działalność ambulatorium, a 12 grudnia Dulag 121 opuściła dotychczasowa załoga złożona z żołnierzy Wehrmachtu. Kontrolę nad obozem przejęła wówczas miejscowa żandarmeria oraz inspektor Arbeitsamtu. W rzeczywistości obóz nadal funkcjonował – choć w ograniczonym zakresie. Więziono tam w pierwszym rzędzie ofiary łapanek przeprowadzanych na dworcach kolejowych lub w miejscowościach podwarszawskich. 15 listopada do obozu trafił jeszcze transport z grupą tzw. robinsonów warszawskich (osób ukrywających się w ruinach stolicy mimo zakończenia walk), których wyłapano podczas wielkiej łapanki. Ponadto w baraku nr 13 przetrzymywano około 400 polskich mężczyzn, których wożono samochodami do Warszawy, gdzie byli zmuszani do pracy przy demontażu i transporcie rabowanych przez Niemców urządzeń fabrycznych, surowców, narzędzi, dóbr kultury, mebli, futer, odzieży, czy pościeli. Obóz służył również jako magazyn rabowanych dóbr. W rezultacie 10 stycznia 1945 w Dulagu 121 przebywało jeszcze około 700 więźniów. Obóz przejściowy w Pruszkowie przestał ostatecznie istnieć w dniu 16 stycznia 1945, gdy niemiecka załoga zbiegła przed zbliżającą się Armią Czerwoną, a ostatni więźniowie opuścili niestrzeżony już obóz.

## Warunki panujące w obozie

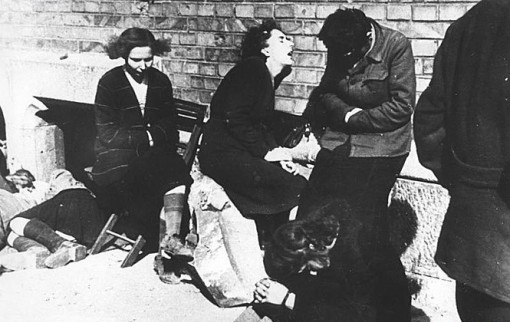
Kobiety z warszawskiej Woli na terenie obozu w Pruszkowie

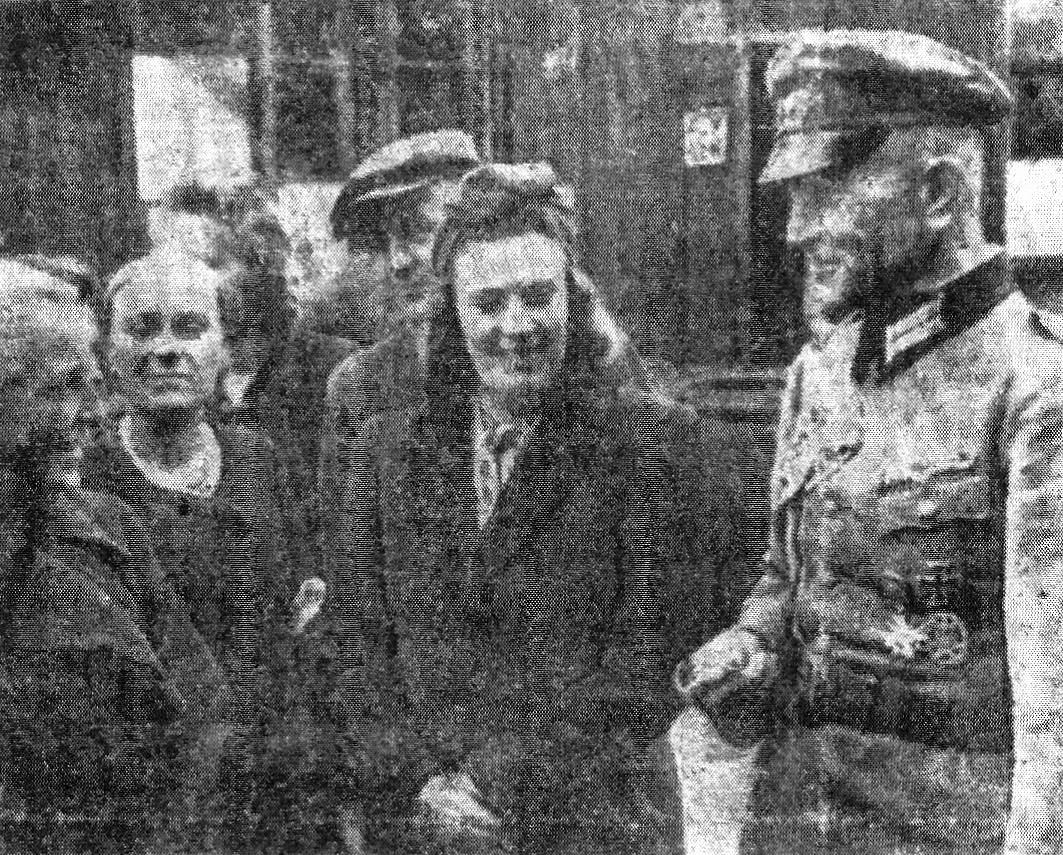
Komendant obozu płk. Kurt Sieber podczas wizytacji kuchni obozowej

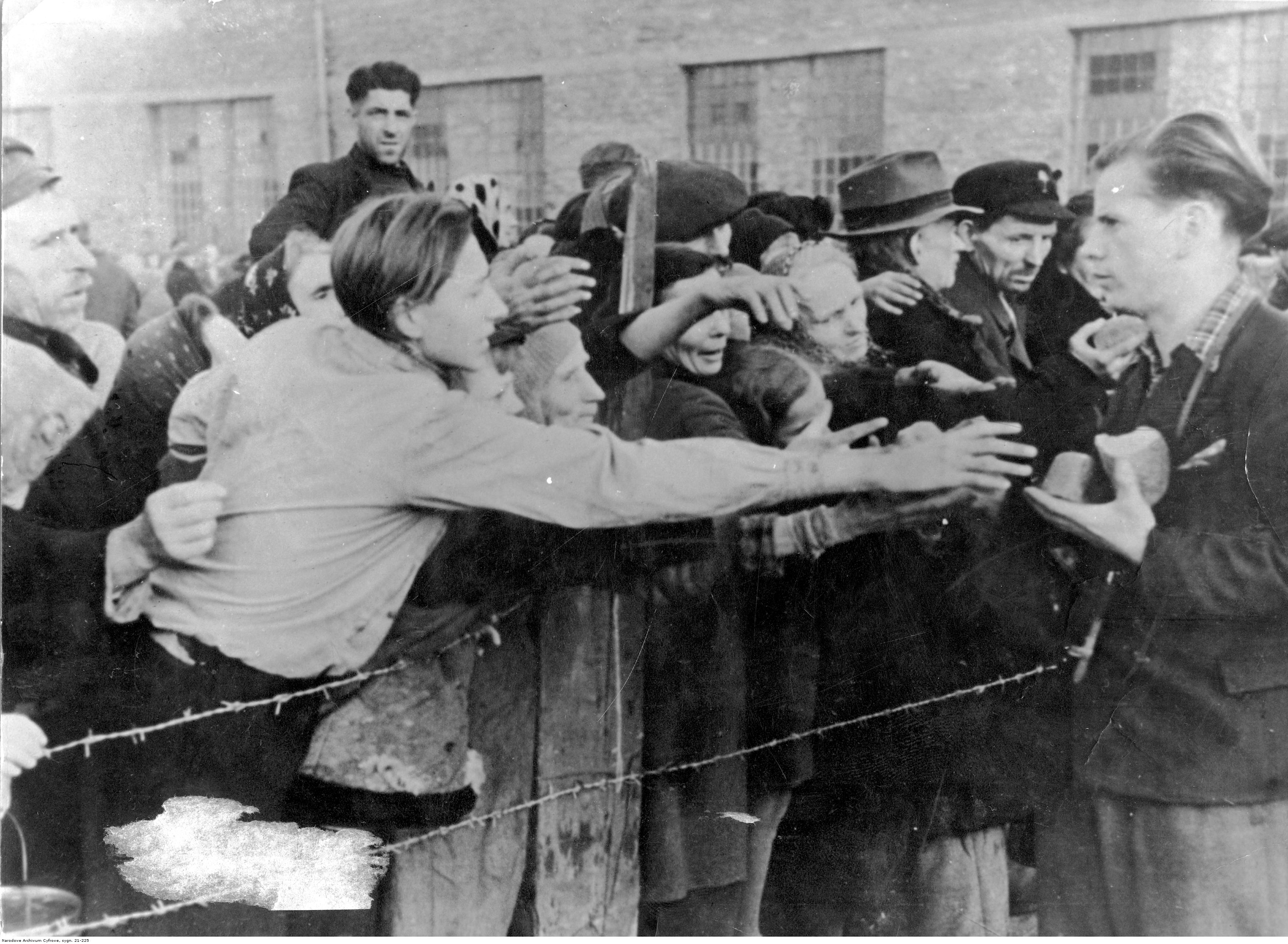
Rozdawanie żywności przez pracowników PCK

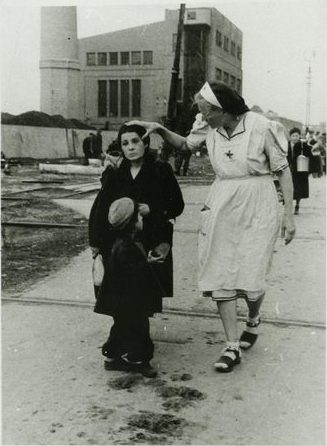
Kobieta z dzieckiem sfotografowana wraz z siostrą PCK

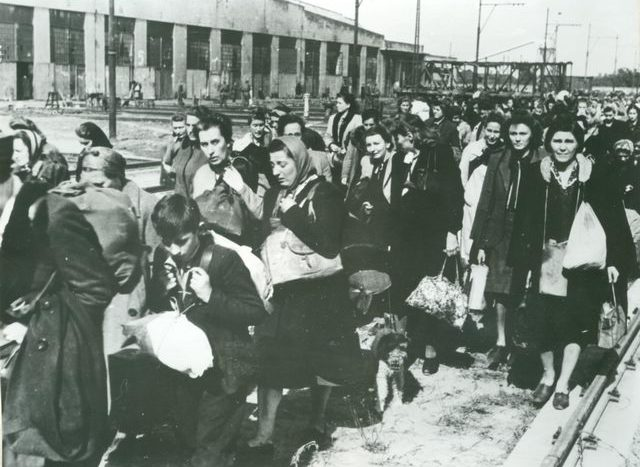
Pruszków – kobiety i dzieci wysiedlane na tereny GG

Wysiedleńcy przywiezieni do obozu musieli wśród krzyków i poszturchiwań wyskakiwać z wagonów wprost na ziemię, gdyż na pruszkowskiej bocznicy nie było peronów. Następnie wśród szpaleru Niemców pędzeni byli do którejś z dziewięciu hal produkcyjnych. Strażnikom nie wolno było pomagać chorym, rannym oraz starcom przy wysiadaniu z wagonów i przenoszeniu ładunków. Mógł się tym zajmować jedynie polski personel zwerbowany przez RGO – zbyt jednak nieliczny biorąc pod uwagę liczebność transportów. Hale w których umieszczano wysiedleńców były otoczone drutem kolczastym i nadzorowane przez posterunki niemieckie. Oddalanie się od hal było wzbronione, stąd wyłącznie polski personel mógł się względnie swobodnie poruszać na terenie obozu. Zdarzały się wypadki, gdy osoby stojące zbyt blisko ogrodzenia szczuto psami. Niemieccy agenci i patrole wojskowe wyszukiwały w tłumie uchodźców ukrytych żołnierzy AK.
Warunki panujące w obozie były bardzo ciężkie. Poszczególne hale, z których każda musiała pomieścić od 2 tys. do 5 tys. wysiedleńców, zupełnie nie nadawały się do zamieszkania. Stale panował w nich zaduch oraz tak wielki tłok, że nierzadko trudno było nawet znaleźć miejsce do siedzenia. W każdej z hal znajdowały się rowy rewizyjne, wypełnione gnijącymi odpadkami i robactwem, które przez dwa miesiące ani razu nie były oczyszczane, ani nawet zalewane wapnem. Brakowało posłań, więc wypędzona ludność musiała gnieździć się na zabłoconych betonowych podłogach, wśród kałuż wody; stosów szmat, śmieci i gruzów; porozrzucanych w nieładzie desek, szyn, blach bądź części remontowanych wagonów. Najgorsze warunki panowały w parowozowni (Hala nr 6), gdzie Niemcy lokowali osoby uznane za szczególnie niebezpieczne. Podłogi były tam pokryte olejami, smarem i żużlem. W halach rozrzucono nieco słomy, która jednak szybko zgniła, stając się siedliskiem wszy i innego robactwa. W okresie największego zagęszczenia obozu warunki były tak ciężkie, że część ludności wolała koczować pod gołym niebem, szczególnie na Hali Nr 1, niezależnie od zimna, a często i deszczu.
Na standardowe wyżywienie składało się pół litra kawy plus 200–250 gramów chleba razowego na śniadanie i kolację oraz pół litra zupy na obiad. Polski personel starał się w miarę możliwości zwiększać i urozmaicać uzupełniać te szczupłe racje (organizując np. zupę mleczną dla dzieci). W obozowej kuchni zatrudniano do 480 pracowników, lecz mimo tego panował głód, gdyż nawet gdy nie brakowało pożywienia pracownicy kuchni nie mogli nadążyć z jego rozwiezieniem, ponieważ brakowało talerzy i łyżek. Mimo że z każdym dniem noce stawały się coraz chłodniejsze, hale były nieogrzewane. Ze względu na brak elementarnych urządzeń sanitarnych niemożliwe było nawet umycie rąk, nie mówiąc o zachowaniu czystości. Z nielicznych kranów płynęła niezdatna do picia woda przemysłowa. Z powodu małej liczby latryn ludność musiała załatwiać potrzeby naturalne do rowów rewizyjnych. W rezultacie podłogi hal pokryły się szybko wodą i ekskrementami. W obozie panowała powszechna wszawica. Wysiedleńcy masowo zapadali też na tyfus i czerwonkę. Sytuację pogarszał fakt, iż do obozu przywożono – zwłaszcza w końcowej fazie powstania i po kapitulacji – ludzi wygłodzonych; od tygodni koczujących po ruinach i piwnicach bez wody i światła; chorych, rannych i poparzonych; osoby krańcowo wyczerpane fizycznie i psychicznie; kobiety które padły ofiarą gwałtu itp.
Niemieccy lekarze zasadniczo nie zajmowali się leczeniem rannych i chorych, ograniczając się do selekcjonowania uchodźców pod kątem ich zdolności do pracy. Nie mieli przy tym zwyczaju badania chorych – oceniali jedynie wygląd pacjenta, porównywali z wystawioną przez polskich lekarzy diagnozą, po czym słuchali opisów objawów choroby przedstawianych przez tłumaczki. W efekcie ciężar opieki nad rannymi i chorymi spadł w pierwszym rzędzie na polski personel sanitarny, którego członkowie musieli niekiedy pracować niemal 24 godziny na dobę. W Hali nr 2 zorganizowano izbę chorych oraz wspomniany już niewielki szpital zakaźny. Początkowo za wyposażenie szpitalne służyła jedna skromnie wyposażona apteczka. Później na terenie Hali nr 8 zorganizowano szpital wyposażony w podstawowe instrumenty pozwalające na dokonywanie prostych zabiegów. Poważniejsze przypadki kierowano do szpitala w Tworkach, który stanowił podstawowe zaplecze sanitarne Dulagu 121. Szpital tworkowski, który wcześniej był w stanie jednorazowo przyjąć 800 pacjentów, musiał w okresie powstania warszawskiego pomieścić aż 4 tys. chorych. Rannych i chorych kierowano także do pozostałych szpitali pruszkowskich – szpitala powiatowego przy ul. Pięknej (przyjął kilkuset pacjentów) oraz szpitala na „Wrzesinie” (przyjął ok. tysiąca pacjentów). Szybko uległy one jednak przepełnieniu dlatego uchodźców zwalnianych z obozu ze względu na stan zdrowia zaczęto kierować także do szpitala w Milanówku (brak bliższych informacji na temat jego funkcjonowania), jak również do prowizorycznych punktów szpitalnych zorganizowanych w Brwinowie, Grodzisku Mazowieckim, Komorowie, Konstancinie, Laskach, Okęciu, Piastowie, Podkowie Leśniej, Ursusie i we Włochach. Rannych powstańców ukrytych w tłumie uchodźców starano się umieszczać w mieszkaniach prywatnych. Łącznie w okolicach Warszawy zorganizowano co najmniej 55 szpitali, doraźnych punktów szpitalnych oraz punktów ambulatoryjnych i sanitarno-opatrunkowych, gdzie niesiono pomoc wygnańcom z Warszawy. Do Dulagu 121 trafiało również wiele kobiet, które padły ofiarą gwałtu. W Komorowie lekarze obozu pruszkowskiego organizowali dla nich bezpłatne zabiegi aborcji.
W Pruszkowie wygnańcy przebywali przeważnie od dwóch do siedmiu dni, a niekiedy tylko kilka godzin. O ich losie decydowała selekcja dokonywana przez Gestapo, a o czasie pobytu w obozie – termin transportu. Ludzi niezdolnych do pracy (kobiety z dziećmi do lat 15, kobiety w ciąży, kobiety powyżej 50. roku życia, mężczyzn powyżej 60. roku życia, osoby z widoczną ułomnością lub kalectwem) wysyłano do różnych regionów Generalnego Gubernatorstwa i pozostawiano tam bez środków do życia. Osoby uznane za zdolne do pracy (mężczyźni w wieku od 15 do 60 lat oraz kobiety od 15. do 50. roku życia) kierowano na roboty przymusowe w głąb Rzeszy. Tysiące osób zostało także zesłanych do obozów koncentracyjnych. SS-Sturmbannführer Diehl utrzymywał, że wszystkie kobiety są wywożone do Rzeszy celem normalnego zatrudnienia w rolnictwie lub przemyśle, a mężczyźni – w zależności od wyników śledztwa – są kierowani na roboty przymusowe lub do obozów koncentracyjnych. W rzeczywistości o miejscu docelowym transportu nierzadko decydował przypadek, a kobiety i dzieci na równi mężczyznami były kierowane do obozów koncentracyjnych. Między innymi, pod koniec sierpnia 1944 szef Głównego Urzędu Bezpieczeństwa Rzeszy (RSHA), SS-Obergruppenführer Ernst Kaltenbrunner, zalecił dowództwu Grupy Armii „Środek”, aby ze względu na „poważne względy policyjnego bezpieczeństwa” podstawową masę zdolnych do pracy mężczyzn i kobiet z Warszawy kierować do pracy w obozach koncentracyjnych. Jedynie kobiety z małymi dziećmi mogły być traktowane jako polskie robotnice cywilne i oddawane do dyspozycji Głównego Pełnomocnika dla Mobilizacji Sił Roboczych. Na mocy tego rozkazu do obozów koncentracyjnych trafiło m.in. wielu mieszkańców zdobywanego w tym czasie Starego Miasta.
W pierwszych dniach funkcjonowania obozu niemieccy strażnicy zachowywali się bardzo brutalnie. Dochodziło wówczas do sporadycznych wypadków mordowania Polaków na terenie obozu. W tym okresie miały również miejsce szczególnie liczne transporty do obozów koncentracyjnych. Zarówno osoby przeznaczone do umieszczenia w obozach, jak i kierowane na roboty przymusowe, wywożono z Pruszkowa zaplombowanymi wagonami. Po przejęciu przez Wehrmacht kontroli nad obozem wysiedleńców traktowano już bardziej poprawnie, choć wciąż zdarzały się przypadki bicia więźniów. Po 15 sierpnia 1944 zaprzestano również plombowania wagonów, które wysyłano odtąd jedynie pod strażą. Selekcje przeprowadzane przez Niemców w Pruszkowie były jednak bardzo brutalne, jak również przeprowadzano je w sposób pobieżny i pośpieszny. Regularnie dochodziło do rozdzielania rodzin. Podczas formowania transportów wychodzących z Pruszkowa ludność upychano w wagonach w takim ścisku, że zdarzały się przypadki uduszenia lub zgniecenia. Niezdolnych do pracy rozwożono otwartymi wagonami-węglarkami. Zazwyczaj w kilkudniową podróż wysiedleńcy wyruszali bez wody i żywności. Bardzo rzadko polskiemu personelowi udawało się przedostać na bocznicę kolejową i dostarczyć wywożonym niewielkich zapasów na drogę. Pewnego dnia w pobliżu „zielonego wagonu” polscy pracownicy podsłuchali rozmowę esesmanów, którzy skierowawszy w głąb Rzeszy transport bez wody i żywności zastanawiali się głośno, ilu wywiezionych dojedzie żywych do miejsca przeznaczenia.

### Akcja pomocy więźniom Dulagu 121
Za zgodą Niemców opiekę nad zgromadzoną w obozie pruszkowskim ludnością sprawowały Rada Główna Opiekuńcza oraz Polski Czerwony Krzyż, co pozwoliło w pewnym stopniu złagodzić ciężką sytuację wysiedlonych. Już 6 sierpnia 1944 niemiecki komisarz miasta Pruszkowa, Walter Bock, wezwał do siebie przedstawicieli pruszkowskiej delegatury RGO – przewodniczącego ks. Edwarda Tyszkę (proboszcza parafii św. Kazimierza w Pruszkowie) oraz członków zarządu: Władysława Mazurka i dr Kazimierza Szupryczyńskiego. Podczas spotkania, w którym udział wzięli także starosta powiatu warszawskiego Hermann Rupprecht oraz szef pruszkowskiego Arbeitsamtu August Polland, Bock poinformował przybyłych Polaków o utworzeniu obozu, polecając zorganizowanie pomocy dla wysiedleńców z Warszawy, której władze niemieckie rzekomo udzielić nie mogły. Na teren obozu pozwolono znosić koce, bieliznę, pościel, naczynia kuchenne i żywność. Jeszcze tego samego dnia z ambon pruszkowskich kościołów księża zaapelowali do ludności o pomoc wysiedlonym. Na potrzeby obozu lokalne komitety opiekuńcze i PCK przekazały zgromadzone produkty.
Pruszkowska delegatura RGO uruchomiła na terenie Dulagu 121 kuchnię obozową oraz przystąpiła do gromadzenia zapasów żywności. Zorganizowała również transport rannych, chorych i niedołężnych, a także wspólnie z PCK przystąpiła do organizowania pierwszej pomocy sanitarnej. Część pracowników na stałe oddelegowano do obozu. Powołano specjalną służbę „pocztową”, która dostarczała do obozu paczki (nawet do 300 dziennie) i korespondencję, jak również odbierała listy napisane przez osoby przebywające w obozie do rodzin poza murami. Na początku września 1944 przy pruszkowskiej delegaturze RGO powołano także 25-osobowy Wydział Ewidencyjno-Informacyjny (kierowany przez Teofila Cichońskiego), który stworzył kartotekę zawierającą dane osób zaginionych, wywiezionych do Rzeszy oraz członków rodzin prowadzących ich poszukiwania. W zbieraniu informacji o zaginionych pomagał polski personel obozowy. Ponadto na przystankach kolejowych pomiędzy warszawskim Dworcem Zachodnim a Pruszkowem dyżurowali członkowie RGO lub Wojskowej Służby Kobiet, którzy starali się dostarczać wysiedleńcom napoje i pożywienie, a także w miarę możliwości wyprowadzali z transportów ludzi młodych, osoby chore lub ranne, kobiety z dziećmi itp.
RGO i PCK nie były jedynymi polskimi organizacjami organizującymi pomoc dla wysiedleńców z Warszawy. Zbiórki pieniędzy i darów organizowała Kolejowa Opieka Społeczna pod kierownictwem Stanisława Pieścika i Józefa Zielińskiego, Ochotnicza Straż Pożarna, miejscowe spółdzielnie spożywców, a także parafie i zakony katolickie wraz z działającymi przy nich oddziałami „Caritasu”. Pomocy wygnańcom udzielała spontanicznie ludność Pruszkowa i okolicznych miejscowości. Na apel rozgłoszony w kościołach mieszkańcy miasta zaczęli znosić do obozu gotowe posiłki, menażki, miski i sztućce, naczynia kuchenne i koce. Rolnicy podzielili się swymi zbiorami. Wielu wolontariuszy z Pruszkowa zgłosiło się do księdza Tyszki deklarując chęć podjęcia pracy na terenie obozu.
W akcji pomocy więźniom Dulagu 121 uczestniczyły również struktury Polskiego Państwa Podziemnego. Komendant pruszkowskiego VI rejonu AK, major Edward Rzewuski „Paweł”, oddał zapas mobilizacyjny: 20 ton ziemniaków, 10 ton mąki, tonę cukru, oraz kilkaset kilogramów boczku i słoniny. Pruszkowska delegatura RGO otrzymywała za pośrednictwem powiatowego Delegata Rządu od 100 do 150 tys. złotych tygodniowo na pomoc więźniom Dulagu 121. Władze podziemne i Zarząd PCK przekazały łącznie na ten cel kwotę ok. 2 milionów okupacyjnych złotych. Członkinie Wojskowej Służby Kobiet zajmowały się również transportem medykamentów gromadzonych przez krakowską centralę RGO. Co tydzień od 10 do 16 harcerek docierało do Pruszkowa z plecakami pełnymi leków.
24 sierpnia 1944 powstańcza radiostacja „Błyskawica” nadała w czterech językach komunikat oraz „list z Pruszkowa”, które zawierały apel do MCK o udzielenie szybkiej pomocy dla „100 000 starców i dzieci” przetrzymywanych w obozie. Apele powtarzano także w następnych dniach. Już 25 sierpnia powstańczą audycję retransmitowało Polskie Radio w Londynie, a w ślad za nim prasa anglosaska. W połowie września do obozu dotarły z Genewy dwa wagony z darami MCK: żywnością, ubrankami dziecięcymi oraz lekarstwami, które ocaliły wiele osób.

## Ofiary

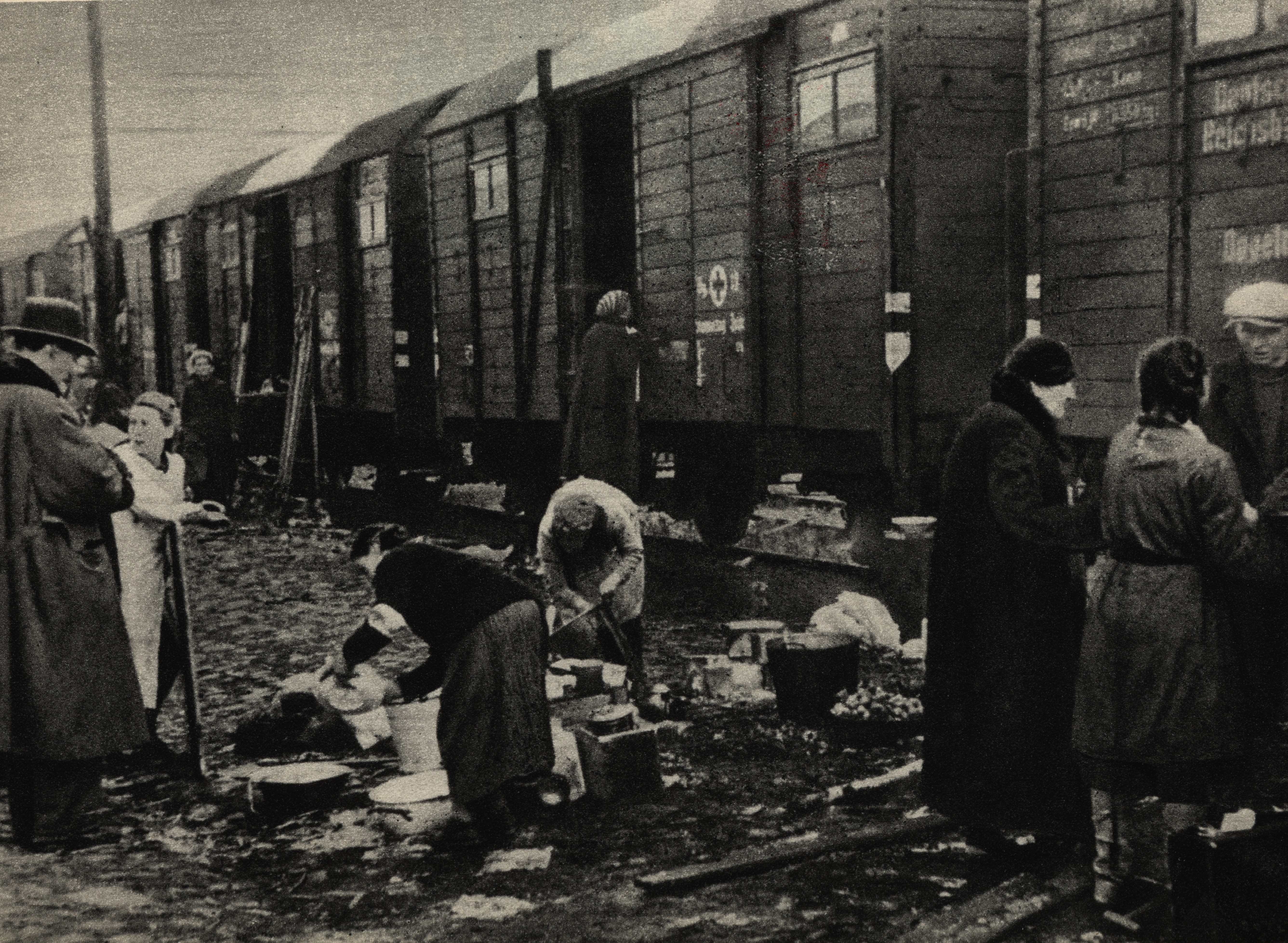
Przygotowania do odejścia transportu

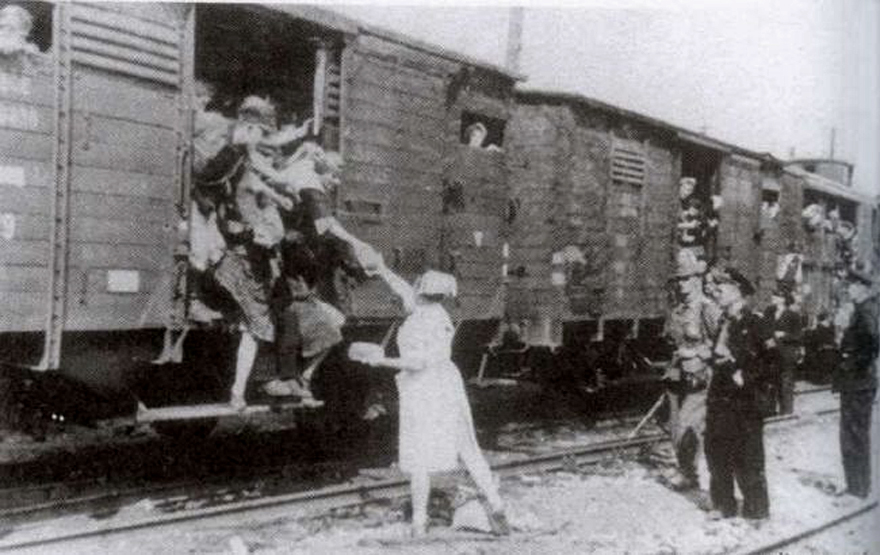
Pruszków – transport opuszczający obóz

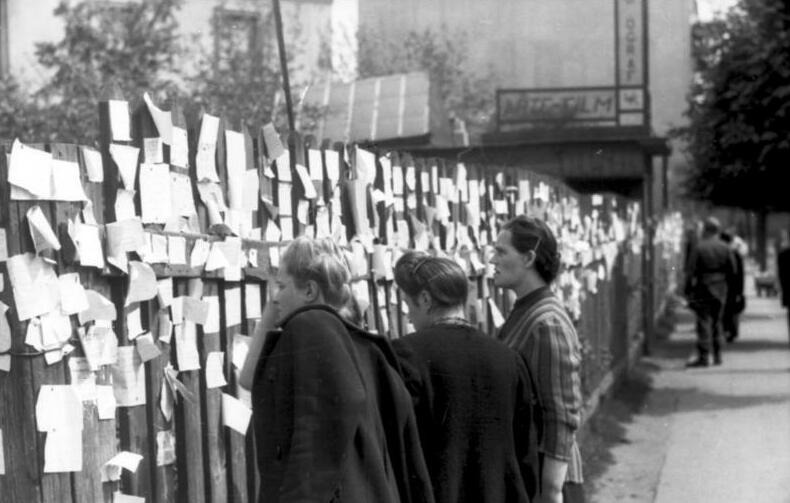
Pruszków. Kobiety szukające informacji o zaginionych

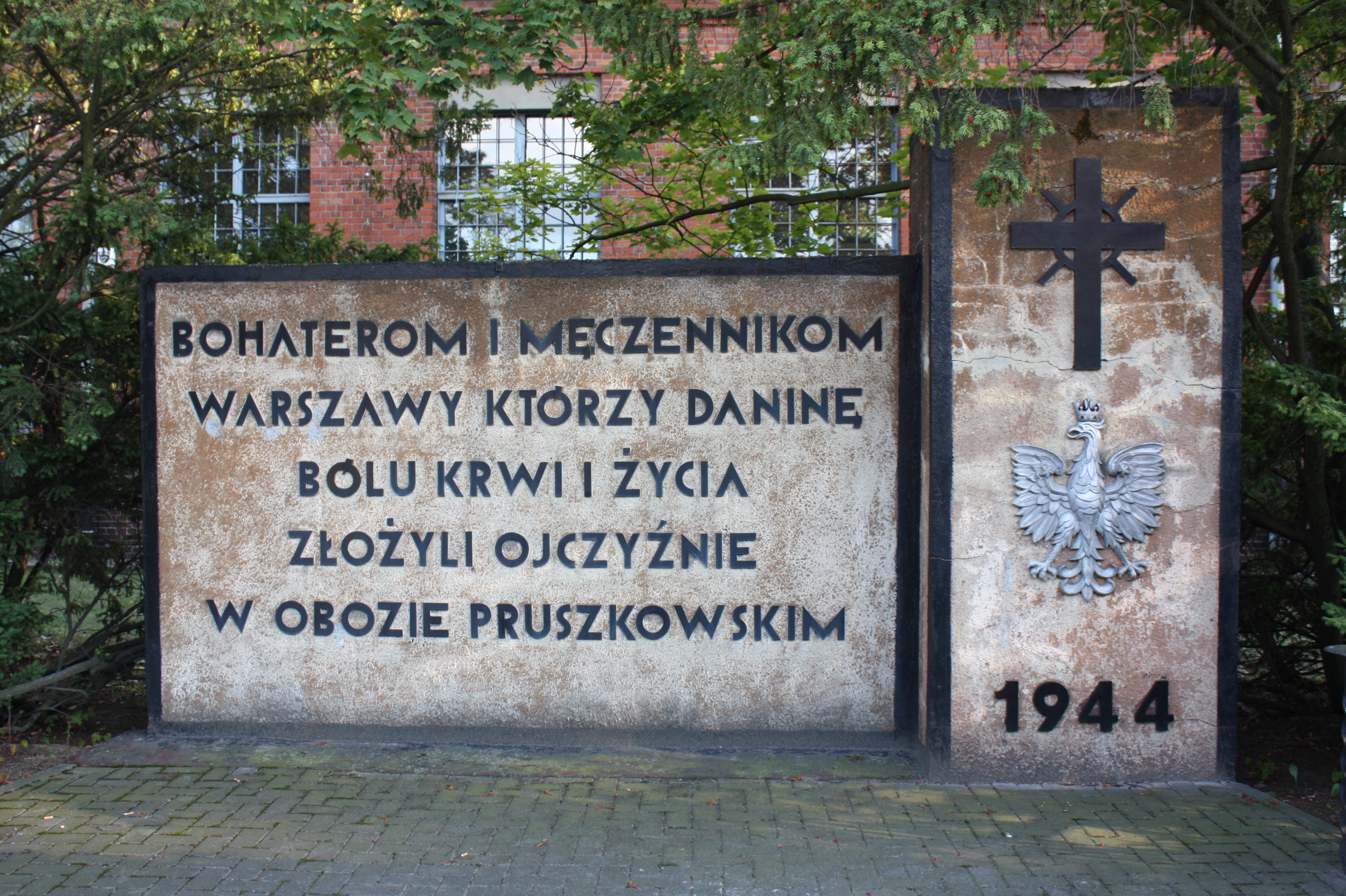
Pomnik z 1947

Trudno ocenić ilu mieszkańców Warszawy i okolic przeszło przez obóz w Pruszkowie. Jeszcze w trakcie trwania powstania Rada Główna Opiekuńcza podawała, że do Dulagu 121 i jego podobozów trafiło około 685 tys. wysiedleńców. Była to liczba orientacyjna – nie oparta na imiennych zestawieniach. W kolejnych latach historiografia polska i niemiecka nie mogły dojść do porozumienia w sprawie rzeczywistej liczby więźniów obozu w Pruszkowie. Według źródeł niemieckich było to około 350 tys. osób, według polskich – blisko 550 tys. W Polsce zwłaszcza ta druga liczba zakodowała się na długi czas w powszechnej świadomości. Pewnym przełomem okazały się opublikowane w 2006 wspomnienia Anny Danuty Sławińskiej z d. Leśniewskiej, polskiej tłumaczki obozowej z Pruszkowa, która na podstawie własnych obserwacji oraz niemieckich statystyk obliczyła, że przez Dulag 121 przeszło od 390 tys. do 410 tys. warszawiaków .
Nie jest znana dokładna liczba ofiar obozu pruszkowskiego. Śmiertelność w obozie wzrastała w miarę przybywania transportów z najdłużej broniących się dzielnic Warszawy, których ludność – od tygodni koczująca w ruinach i piwnicach bez wystarczających ilości wody i żywności – przybywała do Pruszkowa w stanie skrajnego wyczerpania fizycznego i psychicznego. Wielu wysiedleńców – w szczególności starcy, dzieci i chorzy – nie było w stanie sprostać warunkom obozowym. Dla przykładu w dniu 3 września 1944 zmarło ośmioro małych dzieci przetrzymywanych Hali nr 1. Duży procent zgonów wystąpił zwłaszcza w okresie napływania transportów z mieszkańcami Starówki, Powiśla Czerniakowskiego, Woli i Śródmieścia. Tylko między 3 września a 27 października 1944 na terenie obozu zmarło 66 osób. Obozowy kapelan, ksiądz Marian Sikora, wystawił wówczas 43 imienne akty zgonu (w tym dla 2 osób zastrzelonych w czasie próby ucieczki). W gronie owych 66 zmarłych znalazły się ofiary wypadku kolejowego, do którego doszło na terenie obozu w dniu 9 września. W jego wyniku zginęło wówczas 10 osób, a 12 odniosło rany.
Na terenie Dulagu 121 miały miejsce przypadki mordowania młodych mężczyzn podejrzewanych o udział w powstaniu. Doraźne egzekucje były także stosowane przez Niemców przy próbie ucieczki z obozu lub transportu. Do czterech lub pięciu egzekucji na więźniach przywiezionych z Warszawy doszło przy szosie w Piastowie na tzw. Papierni. Więźniów Dulagu 121 rozstrzeliwano także w pobliżu glinianek Hosera na pruszkowskim Żbikowie (nieznana liczba ofiar), na terenie parku Potulickich w Pruszkowie (kilkanaście ofiar) oraz w pobliżu wsi Kanie (ok. 30 osób miano rozstrzelać tam w dniu 9 sierpnia). Znane są też relacje, mówiące, że w połowie sierpnia 1944 (kilka dni po otwarciu obozu w Pruszkowie) przywieziono na pruszkowskie glinianki (przy ul. Lipowej) dwie ciężarówki z ok. 30–50 Polakami, których następnie rozstrzelano. Z egzekucji ocalał lekko ranny mężczyzna, którego uratowano w znajdującym się kilkaset metrów od tego miejsca szpitalu „Wrzesin”. Prawdopodobnie ofiary pochodziły z Zakładu Poprawczego księży Michalitów ze Strugi koło Warszawy. Dużą grupę wychowanków i opiekunów tego zakładu rozstrzelano 8 sierpnia w Ogrodzie Saskim. Zgodnie z relacją kierownika domu – księdza Jana Zawady (opartą na zeznaniach kapitana WP Stanisława Maciejewskiego) – ci mieszkańcy domu, którzy nie zostali zamordowani w dniu 8 sierpnia, zostali przywiezieni do Pruszkowa, gdzie wieczorem 9 sierpnia dokonano ich egzekucji .
Po wojnie z grobów na terenie obozu ekshumowano (27 kwietnia 1945) i przeniesiono na cmentarz w Pruszkowie 82 nieznanych powstańców warszawskich i 50 cywilów (w tym 23 kobiety i 8 dzieci). Z imiennego wykazu, który sporządzili pracownicy PCK wynikało, że do listopada 1944 na podwarszawskich cmentarzach pochowano 1559 uchodźców z Warszawy. Wiadomo, że na cmentarzu w Tworkach spoczywa 512 osób z Dulagu 121, które zmarły między 16 sierpnia 1944 a 17 marca 1945. Na cmentarzu w Gołąbkach w Ursusie znajdują się mogiły 70 znanych z nazwiska oraz 40 nieznanych warszawiaków. W Milanówku pochowano 295 osób zmarłych od września 1944 do lipca 1945. Z kolei na cmentarzu w Komorowie spoczywają szczątki 34 wysiedleńców (są to osoby zmarłe między 5 września a 30 listopada 1944 – wśród nich m.in. Aleksander Janowski, jeden z założycieli Polskiego Towarzystwa Krajoznawczego). Nie są to wszystkie miejsca pochówku wypędzonych i zmarłych warszawiaków. Liczba więźniów Dulagu 121 zmarłych z powodu chorób lub wyczerpania może więc sięgać nawet kilku tysięcy .
Edward Serwański stwierdził (w swoim opracowaniu pt. Dulag 121 – Pruszków. Sierpień-październik 1944 roku.), że: „Pruszków jest zbrodnią specjalną. Na jej właściwy charakter składa się przede wszystkim fakt zmasowania kilkusettysięcznej rzeszy ludności, wycieńczonej fizycznie, wyniszczonej duchowo, ograbionej ze wszystkiego, a pomieszczonej w niezwykle prymitywnych warunkach, w sytuacji, gdzie prawie niemożliwa była do zorganizowania akcja pomocy, a celem tego była bezlitosna, brutalna segregacja, rozdzielanie rodzin, wysyłka ludzi w transportach, bez zaopatrzenia w żywność i napój, na prace przymusowe do Rzeszy Niemieckiej”.

## Muzeum Dulag 121

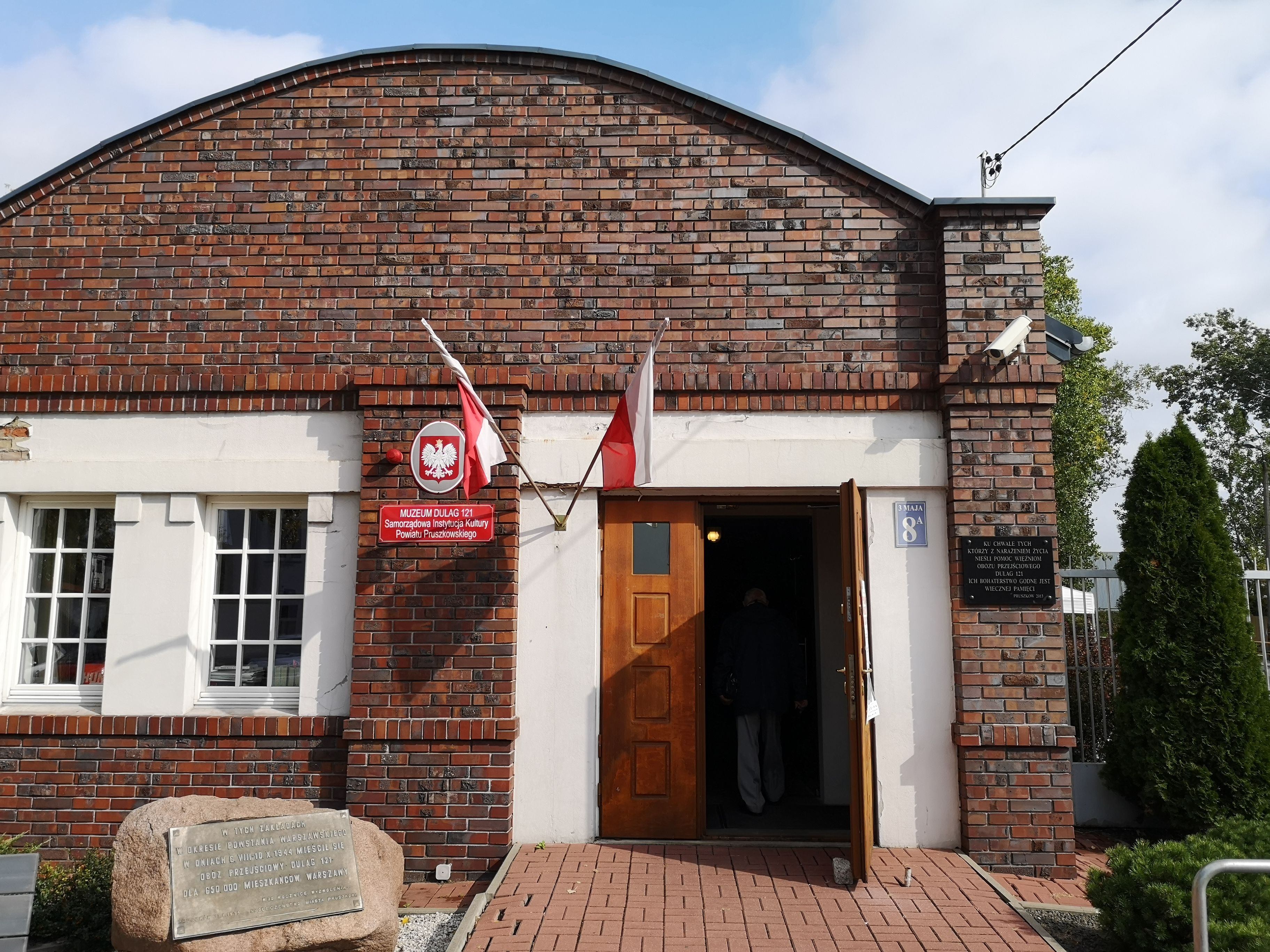
Muzeum Dulag 121

1 października 2010 nastąpiło uroczyste otwarcie Muzeum Dulag 121, nad którego budową honorowy patronat objął ówczesny marszałek Sejmu Bronisław Komorowski. Muzeum ma za zadanie upamiętnić martyrologię więzionych w obozie mieszkańców Warszawy oraz stanowić wyraz wdzięczności dla ludności Pruszkowa i okolic za poświęcenie i ofiarność w niesieniu pomocy wypędzonym. Muzeum Dulag 121 mieści się na terenie dawnego obozu, w specjalnie na ten cel zaprojektowanym budynku. Ekspozycje muzeum powstały przy współpracy z Muzeum Powstania Warszawskiego.